# Общественное питание

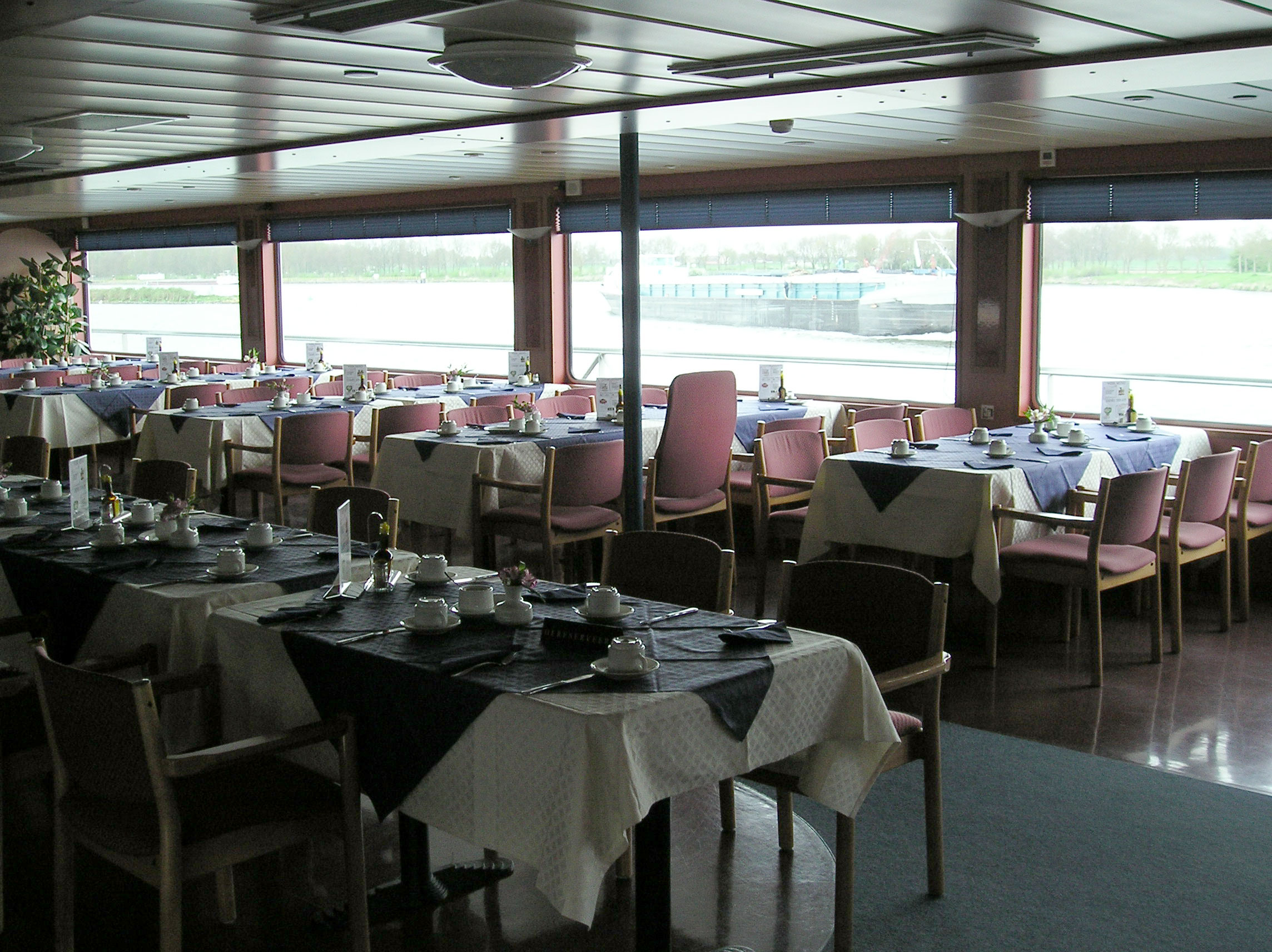
Ресторан

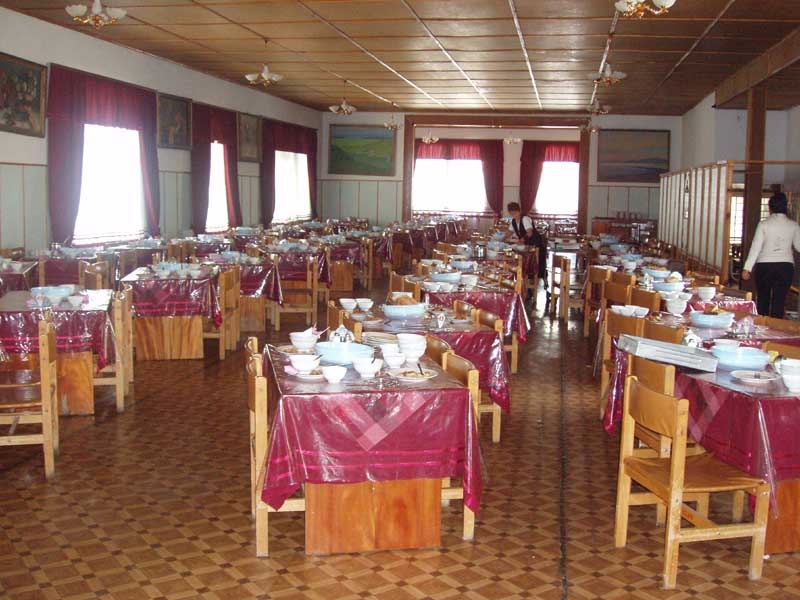
Столовая

Обще́ственное пита́ние, сокр.: общепи́т — отрасль народного хозяйства, совокупность предприятий, занимающихся производством, реализацией и организацией потребления кулинарной продукции.

## Состав отрасли
В состав отрасли общественного питания входят:
- Предприятия общественного питания — осуществляют производство кулинарной продукции, мучных кондитерских и булочных изделий, а также их реализацию и (или) организацию потребления[1].
- Заготовочные предприятия, или цехи общественного питания — осуществляют централизованное механизированное производство полуфабрикатов, кулинарной продукции, мучных кондитерских и булочных изделий, снабжая ими доготовочные предприятия, магазины кулинарии и предприятия розничной торговли[1].
- Доготовочные предприятия (общественного питания) — осуществляют приготовление блюд из полуфабрикатов и кулинарных изделий, их реализацию и организацию потребления[1].

Сюда также входят специализированные предприятия общепита разных типов, которые вырабатывают и реализуют однородную по ассортименту кулинарную продукцию с учётом специфики обслуживания и организации досуга потребителей. В их числе — рестораны, кафе, столовые, закусочные, кафетерии, пельменные, пирожковые, пышечные и т. п.; также питейные заведения (пивные, бары и пр.).

Частное кафе.
Устроено в помещении, изначально не приспособленном для приёма пищи; отгорожено типичными для постсоветского периода решётками

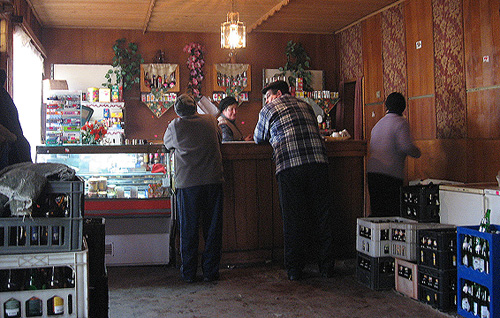
Кафе в сельской местности, Украина

## Предприятия общественного питания
Предприятие общественного питания — общее название организации, которая оказывает услуги общественного питания посредством: производства кулинарной продукции, её реализации и организации питания различных групп населения.
Типы предприятий:
- Бар — отличается ограниченным ассортиментом продукции: алкогольные и безалкогольные напитки, закуски, десерты, мучные кондитерские и булочные изделия. Рабочие помещения баров не предусматривают приготовление блюд, а также мытьё жирной посуды. Способ реализации — через барную стойку. По ассортименту бары подразделяются на: молочные, пивные, винные, коктейль-бары, гриль-бары и т. п. По специфике дополнительного сервиса — видеобар, варьете-бар, стриптиз-бар и др. По времени функционирования также различают дневные и ночные бары[2].
- Буфет — небольшое предприятие питания с ограниченным ассортиментом. Буфеты часто организовывают в местах, где полномасштабное заведение общепита не требуется, либо в дополнение к нему.
- Закусочная — предприятие питания с ограниченным ассортиментом блюд несложного приготовления, предназначенное для быстрого обслуживания посетителей. По ассортименту реализуемой продукции закусочные подразделяются на предприятия общего типа и специализированные: пельменную, сосисочную, блинную, пирожковую, пончиковую, чебуречную, шашлычную, чайную, рюмочную, пышечную и пр.; по типу реализации — закусочная, бистро, кафетерий и т. д.[2]
- Кафе — предприятие по организации питания и отдыха посетителей с ограниченным по сравнению с ресторанным ассортиментом продукции. По ассортименту реализуемой продукции подразделяются на: кафе-мороженое, кафе-кондитерская, кафе-молочная; по контингенту — на молодёжное, детское и др.[2]
  - Кафе-пиццерия — разновидность кафе с ассортиментом пиццы[3].
  - Кафетерий — небольшое кафе с ограниченным ассортиментом блюд, работающее по системе самообслуживания.
- Кофейня — предприятие общественного питания, специализирующееся на изготовлении и реализации с потреблением на месте широкого ассортимента горячих напитков из кофе, какао и чая, мучных блюд и мучных булочных и кондитерских изделий, кулинарной продукции из полуфабрикатов высокой степени готовности в ограниченном ассортименте, а также алкогольных напитков и покупных товаров.
- Магазин кулинарии — предприятие общественного питания, имеющее собственное кулинарное производство и реализующее потребителям кулинарные изделия, полуфабрикаты, мучные булочные и кондитерские изделия и покупные продовольственные товары. Допускается организация кафетерия в торговом зале магазина кулинарии.
- Предприятие быстрого обслуживания — реализует узкий ассортимент блюд, изделий, напитков несложного изготовления, как правило, из полуфабрикатов высокой степени готовности, и обеспечивающее минимальные затраты времени на обслуживание потребителей. Размещают в местах интенсивного движения и массового скопления потребителей: в торговых комплексах и центрах (зоны ресторанных двориков), кинотеатрах, на центральных улицах и площадях, в зонах отдыха и др. Могут добавлять к наименованию слово «экспресс» или «бистро». Могут быть оборудованы в киосках и автоприцепах, не иметь собственного зала и реализовывать продукцию собственного производства через раздаточное окно.
  - Киоск — продажа кебабов, шаурмы, хот-догов и т. п.
- Ресторан — предприятие общественного питания с широким ассортиментом блюд сложного приготовления, включая заказные и фирменные. Отличается повышенным уровнем обслуживания в сочетании с организацией отдыха посетителей. По ассортименту реализуемой продукции рестораны могут специализироваться как: рыбные, пивные, с национальной кухней и т. д[2].
- Столовая — общедоступное или обслуживающее определённый контингент предприятие питания, производящее и реализующее кулинарную продукцию. По ассортименту реализуемых блюд столовые разделяются на общего типа и диетическую. Диетическая столовая специализируется на приготовлении и реализации диетических блюд[2].
  - Столовая-раздаточная — предприятие питания, реализующее привозимую готовую кулинарную продукцию[2].
- Комплексное предприятие общепита — одновременно осуществляют функции нескольких специализированных предприятий питания, например: ресторан, кафе, закусочная и магазин кулинарии.

Предприятия общепита могут располагаться как в общественных местах, доступных для всех граждан (так называемая общедоступная сеть), так и на территории учреждений и предприятий, обслуживая только работающих там лиц (так называемая закрытая сеть). 
В общедоступной сети выделяются, помимо отдельных предприятий разных собственников, единоуправляемые группы технологически взаимосвязанных предприятий питания и сопутствующих предприятий. Эти подсети — при наличии единого собственника — также носят названия «сетей питания», с организационной точки зрения. Крупнейшие из них имеют фирменные («Русское бистро», «Макдоналдс») или функциональные («Сеть школьных столовых») наименования.
В экономическом анализе и при проектировании предприятия общественного питания характеризуются такими показателями, как вместимость (количество мест в обеденном зале), производительность (количество блюд, производимых в смену).

## История
Во времена Античности и в Средние века общественное питание в Европе было предназначено лишь для путешественников и бедняков. 
Рестораны, удовлетворяющие более изысканному вкусу, впервые появились в Китае; в Европе первый подобный ресторан появился лишь в 1582 году в Париже. 

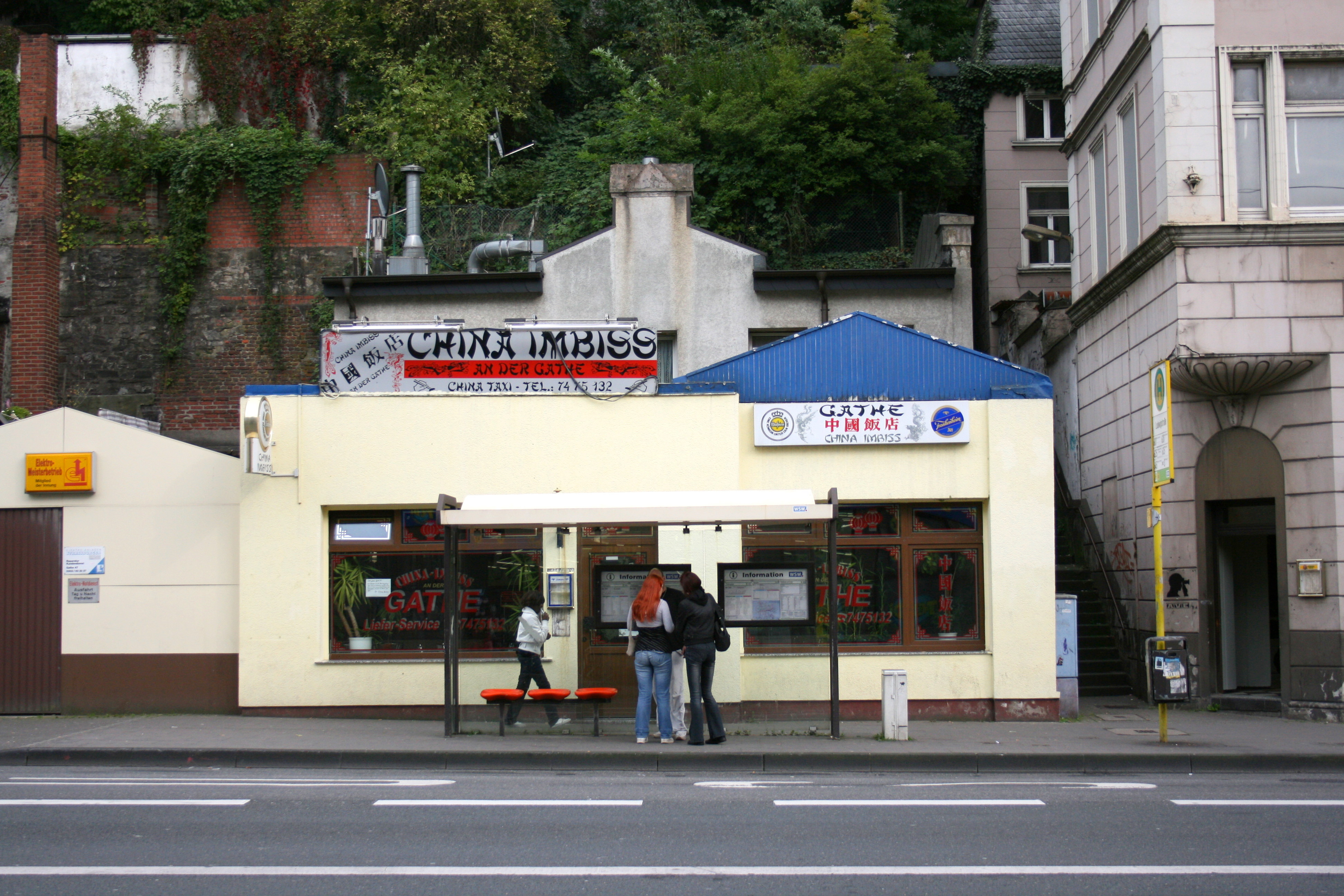
Китайский ресторан в Вуппертале (Германия)

В XX веке получили большое развитие сети заведений быстрого питания. В частности, стали распространены пиццерии. 
К концу XX века во всем западном мире и в России стали распространяться рестораны китайской, японской и корейской кухни, повсеместно распространены кебабные.

## Региональные особенности

### В России
в СССР
В СССР общественное питание было развито в виде, в основном, столовых («производственных» («рабочих») на предприятиях, фабрики-кухни и пр.), также (в меньшей степени, из-за отсутствия возможности частной инициативы) кафе и ресторанов (которых ощущался постоянный дефицит). Появление в конце 80-х, с разрешением частного предпринимательства, кооперативных кафе и ресторанов смягчило положение.
В 1923 году в Москве на базе Центральной комиссии по борьбе с последствиями голода при ВЦИК («Последгол») и при поддержке Центросоюза, ВЦСПС, Наркомпрода, Наркомздрава и ряда других народных комиссариатов было организовано паевое товарищество «Нарпит» — народное питание, преобразовавшееся впоследствии во «Всенарпит» — Всесоюзное общество народного питания. Государственная организация питания носила это название до 1930 года. Отделения Нарпита существовали по всему Советскому Союзу.
Планомерная организация общественного питания в СССР началась в годы первой пятилетки, в эпоху индустриализации. Для этого были спроектированы и построены в крупнейших городах гигантские фабрики-кухни (в минской, например, работало 400 человек), а более мелких — цехи общественного питания, классический тип заготовочной организации общепита. Их основная продукция — готовые блюда для доставки в заводские столовые и полуфабрикаты для доставки в магазины кулинарии способствовали значительной экономии времени в домашнем хозяйстве. Говоря в терминах той эпохи, развитие фабрик, цехов и учреждений общественного питания «способствовало перестройке быта трудящихся на социалистических началах и освобождению населения, особенно женщин, от домашней кухни. Оно давало возможность женщине активно участвовать в общественной и культурной жизни общества». 
Общепит на предприятиях и особенно в школах (дореволюционная школа не знала горячих обедов) позволил обеспечить полноценное питание во время рабочего дня и учёбы, создать нормальный режим для здоровья.

#### Руководители
- 1923 — 1929 А.Б. Халатов

в РФ
Сейчас общественное питание в России — это развитая успешная отрасль. Почти во всех крупных городах работают международные сети общественного питания (первый МакДональдс открылся в России 31 января 1990 года, в Москве, на Пушкинской площади). Российские сети также выходят на зарубежные рынки и открывают свои точки в других странах. По данным Росстата оборот ресторанного рынка вырос в 2022 году на 4,7% в сравнении с 2021-м — до 2,28 трлн рублей (данные на февраль 2023 года).
- Институт общепита РАН (входит в структуру ФНЦ пищевых систем, объединяющего более 50 технологических направлений, 7 институтов пищевой промышленности и 3 аккредитованные лаборатории; занимается развитием индустрии, разработкой технологий и оценкой качества готовой еды)[9][10]
- Ассоциация сетевых предприятий питания (в создании принимали участие крупнейшие сети и сервисы доставки еды  — Додо Пицца, Кухня на районе, McDonald's, Subway, Содексо, КФС)[11]

### В Средней Азии
Местный традиционный общепит имеет свою специфику и включает в себя разные типы заведений:
- Чайхана — чайная-столовая
- Ашкана — заведение широкого профиля. При ашкане как и при чайхане обычно имеются свои пекарни с тандырами для выпечки лепёшек и самсы, а также мангалы для шашлыка. В отличие от чайханы в ашкану посетители обычно приходят поесть
- Самсакана — специализированная точка общепита с тандыром и посадочными местами для посетителей. В самсакане чай нередко бесплатен. В меню самсаканы может быть один или несколько видов самсы
- Лагманкана — специализированное заведение с одним или несколькими видами лагмана
- Тойкана — сравнительно новый тип заведений получивший широкое распространение в 21-м веке. Тойкана представляет собой заведение ресторанного типа специализирующееся на обслуживании торжеств по случаю семейных праздников (суннот-той, проводы невесты, свадьбы и т. д.) с большим числом посадочным мест, танцполом, сценой для артистов и др.